# Viktors Arājs
Viktors Arājs (* 13. Januar 1910 in Baldone bei Riga; † 13. Januar 1988 in Kassel) war ein lettischer Kollaborateur und SS-Offizier, der als Führer des Kommando Arājs am Holocaust während der deutschen Besetzung Lettlands und der Belarussischen Sozialistischen Sowjetrepublik beteiligt war. Das Kommando Arājs ermordete etwa die Hälfte der lettischen Juden. Er wurde 1979 zu lebenslanger Haft verurteilt.

## Leben
Viktors Arājs (deutsche Schreibung Viktor Bernhard Arajs, auch Victors Arājs) wurde in Baldone im Gouvernement Kurland geboren, einem Teil des zaristischen Russland. Der Name Arājs bedeutet im Deutschen „der Pflüger“. Sein Vater war ein lettischer Schmied, seine Mutter entstammte einer vermögenden baltendeutschen Familie. Arājs besuchte das Gymnasium in Mitau, das er 1930 mit dem Abitur verließ, um als Wehrpflichtiger in der lettischen Armee zu dienen. Arājs studierte ab 1932 Jura an der Universität Lettlands in Riga, beendete sein Studium jedoch nicht. Er war Mitglied der Studentenverbindung Lettonija, was ihm nach dem Abbruch des Studiums möglicherweise dabei half, eine Anstellung bei der lettischen Polizei zu finden, wo er bis zum Polizei-Leutnant befördert wurde. Arājs war in der Regierungszeit von Kārlis Ulmanis (1934–1940) noch ein „bescheidener, übereifriger niederer Polizeicharge in der Provinz“, der sich als Beamter vom „Perkonkrusts pflichtgetreu distanzierte“.
Am 22. Juni 1941 begann der deutsche Überfall auf die Sowjetunion. Die Rote Armee, die im Vorjahr Lettland besetzt hatte, zog sich teils fluchtartig aus Riga zurück, sodass die Wehrmacht in den Tagen vom 29. Juni bis zum 1. Juli 1941 Riga einnahm. Arājs, der sich einer Partisanengruppe angeschlossen hatte, die gegen die sowjetischen Besatzer kämpfte, übernahm am 1. Juli 1941, noch vor dem Eintreffen der Wehrmacht, eine verlassene Polizeipräfektur in der Waldemarstraße 19. Am selben Tag sprachen Walter Stahlecker, der Kommandeur der Einsatzgruppe A, und Rudolf Batz, der Kommandeur des Einsatzkommandos 2, über die Aufstellung eines Kommandos zur Ermordung der lettischen Juden. Hans Dressler, ein Mitschüler von Arājs am Gymnasium in Mitau, der Walter Stahlecker und Robert Stieglitz, einen ehemaligen Beamten der lettischen Staatspolizei, als Übersetzer begleitete, empfahl ihnen Arajs als Kommandeur des aufzustellenden Kommandos. Die Stammmannschaft seiner Truppe rekrutierte Arājs aus seiner Studentenverbindung und aus dem Perkonkrusts (Donnerkreuz).

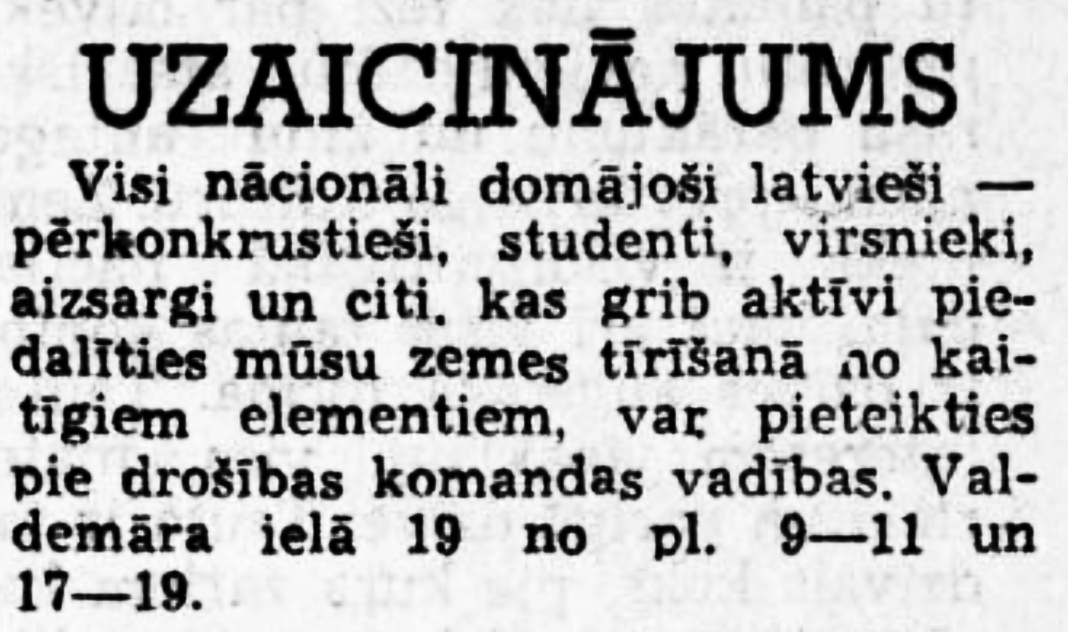
Aufruf: Rekrutierung zum Kommando Arājs in der Zeitung Tēvija vom 4. Juli 1941

Ab dem 4. Juli 1941 verließ sich die deutsche Führung auf die „Sicherungsgruppe Arājs“ (in der Literatur meist Kommando Arajs oder Sonderkommando Arajs). In der nationalistischen Zeitung Vaterland (lettisch Tēvija) erschien an diesem Tag ein Aufruf „An alle national denkenden Letten, Donnerkreuzler, Studenten, Offiziere, Schutztruppen und Bürger, die bereit sind, aktiv an der Säuberung unseres Landes von schädlichen Elementen teilzunehmen“, sich am Sitz der „Sicherungsgruppe“ in der Waldemarstraße 19 zu melden. Am 4. Juli sperrten Arājs und seine Anhänger 500 Juden, welche die Flucht vor den heranrückenden Deutschen nicht geschafft hatten, in der Großen Choral-Synagoge an der damaligen Bahnhofstraße (heute Emīlijas Benjamiņas iela) Ecke Bärenstraße (heute Dzirnavu iela) ein. Dort wurden sie lebendigen Leibes verbrannt und zusätzlich mit Handgranaten durch die Fenster beworfen.  Die brennende Synagoge wurde gefilmt und in der Deutschen Wochenschau gezeigt. Bis Ende Juli 1941 ermordete das Kommando, anfangs durch Rudolf Batz angeleitet, 2300 Juden, mit Billigung und zeitweiliger Teilnahme des Oberbefehlshabers der 18. Armee, General Georg von Küchler beim Vollzug von Erschießungen.
Dem Kommando Arājs gehörten bis zu 1.200 Freiwillige an. Die Einheit ermordete insgesamt etwa 45.000 Menschen; zuerst in Lettland und dann in Weißruthenien. Das von ihm herausgebildete und geführte Kommando war der Kern der noch 1941 eingerichteten lettischen Sicherheitspolizei. Arājs wurde 1942 zum Major der Polizei befördert, zum 5. November 1944 trat er als SS-Sturmbannführer der Waffen-SS bei. Der Adjutant von Arājs war der ehemalige lettische Pilot Herberts Cukurs.
Nach der Rückeroberung Lettlands durch die Rote Armee und der Auflösung seines Kommandos absolvierte Arājs 1945 einen militärischen Kurs in Güstrow und war kurzzeitig Bataillonskommandeur in der 15. lettischen SS-Division.
Arājs war bis 1949 in britischen Internierungslagern und arbeitete danach als Militärkraftfahrer für die britische Militärregierung in Delmenhorst. In Deutschland nahm er den Namen Viktor Zeibots an, wobei ihm die lettische Exilregierung in London behilflich war. Er arbeitete in Frankfurt am Main als Hilfsarbeiter in einer Druckerei.
Arājs wurde am 21. Dezember 1979 vom Landgericht Hamburg für schuldig befunden, die im Großen Rigaer Ghetto lebenden Juden am 8. Dezember 1941 im Wald von Rumbula durch Massenerschießung getötet zu haben. Für gemeinschaftlich begangenen Mord an 13.000 Menschen wurde er mit lebenslänglicher Haft bestraft. Arājs verstarb 1988 in Haft in einer Justizvollzugsanstalt in Kassel.